# Amindeo (gmina)
Amindeo (gr. Δήμος Αμυνταίου, Dimos Amindeo) – gmina w Grecji, w administracji zdecentralizowanej Epir-Macedonia Zachodnia, w regionie Macedonia Zachodnia, w jednostce regionalnej Florina. W 2011 roku liczyła 16 973 mieszkańców. Powstała 1 stycznia 2011 roku w wyniku połączenia dotychczasowych gmin: Aetos, Amindeo i Filotas oraz wspólnot: Wariko, Lechowos i Nimfeo. Siedzibą gminy jest Amindeo, a historyczną siedzibą jest Nimfeo.